# Nordische Skispiele der OPA 2017
Die Nordischen Skispiele der OPA 2017 (auch OPA Games 2017) fanden am 4. und 5. März 2017 in Hinterzarten und St. Ulrich in Gröden statt. Es wurden Wettkämpfe in den Ski-Nordisch-Sportarten abgehalten, wobei der Skilanglauf in St. Ulrich durchgeführt wurde, während die Wettbewerbe im Skispringen und der Nordischen Kombination in Hinterzarten veranstaltet wurden. Fast alle Sprungwettbewerbe wurden von der Europa-Park-Schanze (K 70 / HS 77) abgehalten, lediglich die Junioren sprangen von der Rothaus-Schanze (K 95 / HS 108). Die erfolgreichste Nation war Frankreich. Die Jahrgänge 2000 und 2001 traten in Jugendwettkämpfen an, wohingegen Athletinnen und Athleten aus den jüngeren Jahrgängen in Schülerwettbewerben miteinander konkurrierten. Im Skilanglauf gab es die Kategorien U16 und U18.

## Medaillenspiegel
| Platz | Land        | Gold | Silber | Bronze | Gesamt |
| ----- | ----------- | ---- | ------ | ------ | ------ |
| 1.    | Frankreich  | 6    | 2      | 5      | 13     |
| 2.    | Österreich  | 6    | 1      | 3      | 10     |
| 3.    | Deutschland | 3    | 9      | 4      | 16     |
| 4.    | Italien     | 1    | 2      | 1      | 04     |
| 5.    | Slowenien   | 1    | 0      | 3      | 04     |
| 6.    | Schweiz     | 0    | 3      | 1      | 04     |

## Langlauf Frauen

### U16-Juniorinnen (5km)
| Platz | Sportlerin          | Land | Zeit        |
| ----- | ------------------- | ---- | ----------- |
| 01.   | Witta-Luisa Walcher | AUT  | 15:45,2 min |
| 02.   | Linda Schumacher    | GER  | 15:48,7 min |
| 03.   | Maëlle Veyre        | FRA  | 15:51,7 min |
| 04.   | Julie Pierrel       | FRA  | 15:57,3 min |
| 05.   | Anja Weber          | SUI  | 15:58,4 min |

Datum: 4. März 2017
Das Rennen wurde im Freistil ausgetragen.

### U18-Juniorinnen (7,5km)
| Platz | Sportlerin            | Land | Zeit        |
| ----- | --------------------- | ---- | ----------- |
| 01.   | Flora Dolci           | FRA  | 23:31,6 min |
| 02.   | Anna-Maria Dietze     | GER  | 24:26,5 min |
| 03.   | Mélissa Gal           | FRA  | 25:06,7 min |
| 04.   | Alexandra Danner      | GER  | 25:10,2 min |
| 05.   | Alessia De Zolt Ponte | ITA  | 25:14,8 min |

Datum: 4. März 2017
Das Rennen wurde im Freistil gelaufen. Der Wettbewerb wurde zudem als Cup Kurikala ausgetragen.

## Langlauf Männer

### U16-Junioren (7,5km)
| Platz | Sportlerin      | Land | Zeit        |
| ----- | --------------- | ---- | ----------- |
| 01.   | Gaspard Rousset | FRA  | 21:24,9 min |
| 02.   | Nicola Wigger   | SUI  | 21:48,5 min |
| 03.   | Max Kermer      | GER  | 22:22,2 min |
| 04.   | Tim Seifert     | GER  | 22:31,5 min |
| 05.   | Jorin Gruber    | SUI  | 22:32,2 min |

Datum: 4. März 2017
Das Rennen wurde im Freistil ausgetragen.

### U18-Junioren (10km)
| Platz | Sportlerin      | Land | Zeit        |
| ----- | --------------- | ---- | ----------- |
| 01.   | Vincent Buiatti | FRA  | 27:37,1 min |
| 02.   | Davide Graz     | ITA  | 27:39,9 min |
| 03.   | Luca Del Fabbro | ITA  | 27:43,5 min |
| 04.   | Friedrich Moch  | GER  | 27:51,0 min |
| 05.   | Luca Compagnoni | SUI  | 28:05,8 min |

Datum: 4. März 2017
Das Rennen wurde im Freistil gelaufen. Der Wettbewerb wurde zudem als Cup Kurikala ausgetragen. Es nahmen 41 Junioren teil.

## Langlauf Mixed

### Team U16-Junioren (4 × 3,3km)
| Platz | Sportlerinnen                                                       | Land   | Gesamtzeit  |
| ----- | ------------------------------------------------------------------- | ------ | ----------- |
| 01.   | Julie Pierrlec Copueirie Richow Gaspard Rousset Marc-Antoine Allard | FRA I  | 47:13,3 min |
| 02.   | Anja Weber Flavia Lindegger Nicola Wisser Jorin Gruber              | SUI I  | 47:16,1 min |
| 03.   | Nadja Kaelin Prisca Schneider Cla-Ursin Nufer David Knober          | SUI II | 47:35,3 min |

Datum: 5. März 2017

### Team U18-Junioren (4 × 3,3km)
| Platz | Sportlerinnen                                                        | Land  | Gesamtzeit  |
| ----- | -------------------------------------------------------------------- | ----- | ----------- |
| 01.   | Flora Dolci Mélissa Gal Vincent Buiatti Emilien Louvrier             | FRA I | 41:52,6 min |
| 02.   | Giuliana Werro Anja Lozza Andri Schlittler Arnaud Guex               | SUI I | 42:39,9 min |
| 03.   | Alexandra Danner Anna-Maria Dietze Elias Homrighausen Friedrich Moch | GER I | 42:41,6 min |

Datum: 5. März 2017

## Nordische Kombination Frauen

### Schülerinnen (Gundersen 4km)
| Platz | Sportlerin        | Land | Rückstand   |
| ----- | ----------------- | ---- | ----------- |
| 01.   | Jenny Nowak       | GER  |             |
| 02.   | Joséphine Pagnier | FRA  | +0:50,2 min |
| 03.   | Lisa Hirner       | AUT  | +1:26,4 min |
| 04.   | Annalena Slamik   | AUT  | +1:29,5 min |
| 05.   | Lena Prinoth      | ITA  | +1:36,3 min |
| 06.   | Emilia Görlich    | GER  | +1:37,0 min |
| 07.   | Annika Sieff      | ITA  | +1:42,4 min |
| 08.   | Maria Gerboth     | GER  | +2:05,4 min |
| 09.   | Sigrun Kleinrath  | AUT  | +2:56,7 min |
| 10.   | Silva Verbič      | SLO  | +3:12,0 min |

Datum: 4. März 2017

Es kamen 16 Athletinnen in die Wertung.

### Juniorinnen (Gundersen 4km)
| Platz | Sportlerin        | Land | Rückstand   |
| ----- | ----------------- | ---- | ----------- |
| 01.   | Lisa Moreschini   | ITA  |             |
| 02.   | Sophia Maurus     | GER  | +0:58,0 min |
| 03.   | Alexandra Seifert | GER  | +1:12,4 min |
| 04.   | Léna Brocard      | FRA  | +3:06,7 min |

Datum: 4. März 2017

Es kamen vier Athletinnen in die Wertung.

### Team
| Platz | Sportlerinnen                             | Land | Rückstand |
| ----- | ----------------------------------------- | ---- | --------- |
| 01.   | Sophia Maurus Emilia Görlich Jenny Nowak  | GER  |           |
| 02.   | Lena Prinoth Annika Sieff Lisa Moreschini | ITA  |           |
| 03.   | Silva Verbič Špela Mastnak Ema Volavšek   | SLO  |           |

Datum: 5. März 2017

## Nordische Kombination Männer

### Schüler (Gundersen 4km)
| Platz | Sportlerin         | Land | Rückstand   |
| ----- | ------------------ | ---- | ----------- |
| 01.   | Stefan Rettenegger | AUT  |             |
| 02.   | Lenard Kersting    | GER  | +0:37,6 min |
| 03.   | Florian Kröll      | AUT  | +0:47,8 min |
| 04.   | Matic Hladnik      | SLO  | +0:52,3 min |
| 05.   | Sebastian Brandner | AUT  | +1:01,2 min |

Datum: 4. März 2017

Es nahmen 30 Athleten teil.

### Junioren (Gundersen 6km)
| Platz | Sportlerin          | Land | Rückstand   |
| ----- | ------------------- | ---- | ----------- |
| 01.   | Luis Lehnert        | GER  |             |
| 02.   | David Mach          | GER  | +0:54,0 min |
| 03.   | Edgar Vallet        | FRA  | +1:00,2 min |
| 04.   | Manuel Einkemmer    | AUT  | +1:07,5 min |
| 05.   | Julian Ketterer     | GER  | +1:08,4 min |
| 06.   | Nick Siegemund      | GER  | +1:32,2 min |
| 07.   | Maël Tyrode         | FRA  | +1:40,7 min |
| 08.   | Fabian Hinterberger | AUT  | +1:48,4 min |
| 09.   | Johannes Lamparter  | AUT  | +1:52,0 min |
| 10.   | Thomas Rettenegger  | AUT  | +2:07,6 min |

Datum: 4. März 2017

Es kamen 28 Athleten in die Wertung.

### Team
| Platz | Sportlerinnen                                                              | Land  | Rückstand |
| ----- | -------------------------------------------------------------------------- | ----- | --------- |
| 01.   | Thomas Rettenegger Manuel Einkemmer Johannes Lamparter Fabian Hinterberger | AUT I |           |
| 02.   | Julian Ketterer David Mach Nick Siegemund Luis Lehnert                     | GER I |           |
| 03.   | Edgar Vallet Gaël Blondeau Nils Gouy Maël Tyrode                           | FRA I |           |

Datum: 5. März 2017

## Skispringen Frauen

### Schülerinnen (Mittelschanze)
| Platz | Sportlerin              | Land | Punkte |
| ----- | ----------------------- | ---- | ------ |
| 01.   | Joséphine Pagnier       | FRA  | 240,8  |
| 02.   | Jenny Nowak             | GER  | 218,7  |
| 03.   | Jerneja Repinc Zupančič | SLO  | 210,0  |
| 04.   | Vanessa Moharitsch      | AUT  | 200,5  |
| 05.   | Pauline Stephani        | GER  | 198,0  |
| 06.   | Rea Kindlimann          | SUI  | 194,8  |
| 07.   | Anna Jäkle              | GER  | 193,4  |
| 08.   | Sigrun Kleinrath        | AUT  | 192,9  |
| 09.   | Lara Logar              | SLO  | 188,1  |
| 10.   | Lisa Hirner             | AUT  | 187,8  |

Datum: 4. März 2017
Es waren 31 Athletinnen für den Wettbewerb gemeldet, doch ging Pia Lilian Kübler nicht an den Start.

### Juniorinnen (Mittelschanze)
| Platz | Sportlerin        | Land | Punkte |
| ----- | ----------------- | ---- | ------ |
| 01.   | Marita Kramer     | AUT  | 206,9  |
| 02.   | Sophie Mair       | AUT  | 206,3  |
| 03.   | Océane Paillard   | FRA  | 203,8  |
| 04.   | Katra Komar       | SLO  | 202,7  |
| 05.   | Arantxa Lancho    | GER  | 196,5  |
| 06.   | Jerneja Brecl     | SLO  | 190,5  |
| 07.   | Selina Freitag    | GER  | 182,1  |
| 08.   | Martina Ambrosi   | ITA  | 182,0  |
| 09.   | Kaja Urbanija Čož | SLO  | 175,4  |
| 10.   | Josephin Laue     | GER  | 173,7  |

Datum: 4. März 2017
Es nahmen 20 Athletinnen am Wettbewerb teil.

### Team (Mittelschanze)
| Platz | Sportlerinnen                                     | Land  | Punkte |
| ----- | ------------------------------------------------- | ----- | ------ |
| 01    | Marita Kramer Vanessa Moharitsch Sophie Mair      | AUT I | 593,1  |
| 02    | Pauline Stephani Selina Freitag Arantxa Lancho    | GER I | 582,7  |
| 03    | Jerneja Repinc Zupančič Jerneja Brecl Katra Komar | SLO I | 574,7  |

Datum: 9. Februar 2019
Es gingen 18 Teams an den Start.

## Skispringen Männer

### Schüler (Mittelschanze)
| Platz | Sportler          | Land | Punkte |
| ----- | ----------------- | ---- | ------ |
| 01.   | David Haagen      | AUT  | 206,9  |
| 02.   | Frederik Jäger    | GER  | 205,3  |
| 03.   | Elias Medwed      | AUT  | 195,4  |
| 04.   | Paul Kinder       | GER  | 195,0  |
| 05.   | Marcel Stržinar   | SLO  | 191,7  |
|       | Karlo Vodušek     | SLO  | 191,7  |
| 07.   | Jernej Presečnik  | SLO  | 188,6  |
| 08.   | Finn Braun        | GER  | 186,8  |
| 09.   | Maximilian Ortner | AUT  | 185,6  |
| 10.   | Julijan Smid      | AUT  | 185,2  |

Datum: 4. März 2017
Es kamen alle 32 gemeldeten Athleten in die Wertung. Es wurde von der Europa-Park-Schanze gesprungen.

### Junioren (Normalschanze)
| Platz | Sportler         | Land | Punkte |
| ----- | ---------------- | ---- | ------ |
| 01.   | Timi Zajc        | SLO  | 259,5  |
| 02.   | Jonathan Learoyd | FRA  | 246,5  |
| 03.   | Luca Roth        | GER  | 236,0  |
| 04.   | Kilian Märkl     | GER  | 230,0  |
| 05.   | Mathis Contamine | FRA  | 219,5  |
| 06.   | Philipp Raimund  | GER  | 216,5  |
| 07.   | Nejc Toporis     | SLO  | 215,0  |
| 08.   | Tomi Jovan       | SLO  | 213,0  |
| 09.   | Max Goller       | GER  | 212,0  |
| 10.   | Lennart Weigel   | GER  | 211,0  |

Datum: 4. März 2017
Es kamen alle 34 gemeldeten Athleten in die Wertung. Der Wettkampf fand auf der Rothaus-Schanze statt.

### Team (Mittelschanze)
Der Teamwettkampf der Jungen musste abgesagt werden.